# Nandu (orca)
Nandu (provavelmente Djúpavogshreppur, 1980 — São Paulo, 2 de março de 1988) foi uma orca do sexo masculino capturada na Islândia em novembro de 1983 que se apresentou no espetáculo Orca Show no Play Center, um parque de diversões brasileiro localizado na região oeste de São Paulo, de 1984 até 1988. Era do sexo masculino. Nasceu provavelmente em 1980 e morreu em 1988, de úlcera e câncer de fígado.

## Biografia

### Captura
Nandu provavelmente nasceu em 1980 e permaneceu junto com seu Pod (grupo familiar) até o dia 14 de novembro de 1983 quando foi capturado a sudoeste de Papey, Islândia (especificamente, nas coordenadas 64°26'N, 14°20'W), juntamente com a orca Samoa. Menos de uma semana antes, no dia 9 de novembro de 1983, a famosa orca Tilikum do SeaWorld Orlando havia sido capturada perto de Djúpivogur, também na Islândia.
Logo após a captura, as três orcas foram enviadas para o Saedyrasafnid Aquarium na Islândia para aguardarem a transferência. Tilikum foi comprado pelo Canada’s Sealand of the Pacific e foi transferido em 11 de novembro de 1984. Originalmente, Nandu e Samoa deveriam ser vendidas para a Itália, mas as negociações falharam e as duas orcas foram colocadas em um avião Boeing 737 da Eagle Air of Iceland (Arnarflugs) em Keflavík com destino a Frankfurt, de onde partiram num voo fretado da Lufthansa para São Paulo, onde seriam recebidas pelo Play Center.

### Playcenter
O dono do parque de diversões, Fernando Elimelek, queria manter a compra e a chegada das duas orcas sigilosa pelo tempo em que elas fossem domesticadas e se adaptassem ao clima da cidade, porém a imprensa descobriu a transação através de uma empresa de seguros.
No dia 29 de junho de 1985 finalmente estreou o Orca Show, que contava com apresentações diárias, de terça a sábado às 16 e às 19 horas e domingos às 15, 17 e 19 horas e custava à parte do ingresso do parque entre 10 mil e 15 mil cruzeiros (algo entre 21 e 32 reais).
Em 1988, após 4 anos em cativeiro, Nandu foi achado morto no tanque enquanto Samoa permanecia ao seu lado o parque não confirmou o ocorrido ao público a atração foi fechada durante uma semana e o corpo de Nandu enviado à faculdade de medicina veterinária da USP onde sua autópsia revelou uma úlcera e um tumor localizado no fígado.

### Transferências
- Saedyrasafnid Aquarium: 1983-1984
- Play Center: 1984-1988